# Каллум Макковатт
Каллум Макковатт (англ. Callum McCowatt, нар. 30 квітня 1999) — новозеландський футболіст, нападник клубу «Істерн Сабарбс».

## Клубна кар'єра
Народився 30 квітня 1999 року. Вихованець юнацьких команд футбольних клубів «Вестерн Сабарбс» та «Тім Веллінгтон».
У дорослому футболі дебютував 2017 року виступами за «Окленд Сіті», в якому провів один сезон, взявши участь у 20 матчах чемпіонату. У складі «Окленд Сіті» був одним з головних бомбардирів команди, маючи середню результативність на рівні 0,45 голу за гру першості, а також з командою був учасником клубного чемпіонату світу 2017 року.
2018 року перейшов у «Істерн Сабарбс». Станом на 31 травня 2019 року відіграв за команду з Окленда 16 матчів в національному чемпіонаті.

## Виступи за збірні
У складі юнацької збірної Нової Зеландії до 17 років взяв участь у юнацькому чемпіонаті світу в Індії, де команда не вийшла з групи.
З молодіжною збірної Нової Зеландії Макковатт поїхав з командою на молодіжний чемпіонат світу 2019 року у Польщі

## Титули і досягнення
- Чемпіон Нової Зеландії (2):

«Окленд Сіті»: 2017–18
«Істерн Сабарбс»: 2018–19
- Переможець Ліги чемпіонів ОФК (1):

«Окленд Сіті»: 2017
- Володар Кубка Данії (1):

«Сількеборг»: 2023–24
- Найкращий бомбардир Чемпіонату Нової Зеландії (1):

«Істерн Сабарбс»: 2018–19